# Catancyla
Catancyla és un gènere monotípic d'arnes de la família Crambidae. Conté només una espècie, Catancyla brunnea, que es troba a Austràlia, on ha estat registrada a Austràlia Occidental.